# 同染色體性別
同染色體性別是指一個物種的性別中，其兩條性染色體為相同的。以人為例，女性的性染色體由兩條X染色體組成，為兩條相同的性染色體。雌性即為同染色體性別。
在部分的鳥類和爬蟲類中採用的是ZW性別決定系統，雄性動物的性染色體為ZZ，則該物種中，雄性為同染色體性別。